# Carlos Pellicer
Carlos Pellicer Cámara (Villahermosa, 16 gennaio 1897 – Città del Messico, 16 febbraio 1977) è stato un poeta e archeologo messicano.
Archeologo e direttore di musei, fece parte del gruppo di poeti che si riunì intorno alla rivista d'avanguardia Contemporáneos (1928-1931). Dopo le prime prove, ispirate alla natura tropicale e ancora ricollegabili all'esperienza modernista - Colori del mare (Colores en el mar, 1921), Pietra di sacrifici (Piedra de sacrificios, 1924) - la lirica di Carlos Pellicer si è andata sempre più interiorizzando, per esprimere infine limpidamente un fervido amore per la natura e  i suoi misteri.

## Opere
- 1921: Colores en el mar y otros poemas
- 1924: Piedra de sacrificios
- 1924: Seis, siete poemas
- 1924: Oda de junio
- 1927: Hora y 20
- 1929: Camino
- 1931: Cinco Poemas
- 1933: Esquemas para una oda tropical
- 1934: Estrofas al mar marino
- 1937: Hora de junio (1929-1936)
- 1940: Ara virginum
- 1941: Recinto y otras imágenes
- 1941: Exágonos
- 1946: Discurso por las flores
- 1949: Subordinaciones
- 1950: Sonetos
- 1956: Práctica de vuelo
- 1961: El trato con escritores
- 1962: Material poético 1918-1961
- 1962: Dos poemas
- 1962: Con palabras y fuego (Ed. Tezontle, Fondo de Cultura Económica)
- 1965: Teotihuacan y 13 de agosto: ruina de Tenochtitlán
- 1966: Bolívar, ensayo de biografía popular
- 1972: Noticias sobre Nezahualcóyotl y algunos sentimientos
- 1976: Cuerdas, percusión y alientos

### Opere postume
- 1978: Reincidencias
- 1978: Cosillas para el nacimiento
- 1985: Cartas desde Italia
- 1987: Cuaderno de viaje